# 1232 Cortusa
1232 Cortusa är en asteroid i huvudbältet som upptäcktes den 10 oktober 1931 av den tyske astronomen Karl Wilhelm Reinmuth. Asteroidens preliminära beteckning var 1931 TF2. Asteroiden fick senare namn efter en art inom klockvivesläktet.
Asteroidens namn ingår även i en serie asteroidnamn, vars första bokstav är en hyllning till den tyske astronomen Gustav Stracke.
Cortusas senaste periheliepassage skedde den 4 augusti 2020. Asteroidens rotationstid har beräknats till 26,15 timmar.